# Пола
 Тази статия е за дамското облекло.  За градчето в Южна Италия вижте Пола (Италия).  
Пола е артикул от дамското облекло. Носи се на кръста и покрива поне част от краката. В миналото поли са носели както жените, така и мъжете. Изработват се от разнообразни материали като кожа, памук, лен, коприна и други. В зависимост от дължината могат да бъдат мини, миди и макси. Минижупите стават популярни през 1960-те. Съществуват много модели на поли, като едни от най-разпространените са права пола, плисирана пола, клош и набрана. Съществува също така и пола-панталон. В 21 век много популярни са късите джинсови поли. Полите се носят най-често в съчетание с блузи.